# Схолястыково
Схолястыково (пол. Scholastykowo), до 1945 года Шоластиково (нем. Scholastikowo) — деревня, расположенная на западе Центральной Польши, в Великопольском воеводстве, Злотувском повяте, гмине Липка. Располагается примерно в 7 км к западу от Липки, в 20 км к северо-востоку от Злотува и в 125 км к северу от Познани. Население: 300 человек.

## Краткая история
До 1772 года деревня была частью Речи Посполитой, после разделов Польши отошла к Пруссии (позднее часть Германской империи и Третьего рейха). Возвращена Польше в 1945 году. С 1975 по 1998 годы была в составе Пильского воеводства, после административной реформы включена в состав Великопольского воеводства. До 2011 года население деревни учитывалось как население местечка Лонке.

## Известные уроженцы
- Гарри Палетта (1922—1944), фольксдойче, оберштурмфюрер СС, кавалер Рыцарского креста Железного креста